# ديف فرنسيس
ديف فرنسيس (بالإنجليزية: Dave Francis)‏ هو لاعب كرة قدم أمريكية بريطاني، ولد في 15 أبريل 1941 في كولومبوس في الولايات المتحدة.

## وصلات خارجية
- ديف فرنسيس على موقع مرجع كرة القدم المحترفة.كوم (الإنجليزية)